# Epinephelus ergastularius
Epinephelus ergastularius es una especie de peces de la familia Serranidae en el orden de los Perciformes.

## Morfología
• Los machos pueden llegar alcanzar los 157 cm de longitud total.

## Distribución geográfica
Se encuentra en la costa oriental de Australia.